# Jessica Franz
Jessica Franz (* 12. April 1978 in Essen) ist eine deutsche Schauspielerin, Autorin und Produzentin.

## Leben und Leistungen
Im Alter von sechs Jahren nahm Jessica Franz Ballettunterricht. Sie gewann mehrfach Auszeichnungen im Gesellschaftstanz, als sie vierzehn Jahre alt war. Ihre ersten Schauspielerfahrungen machte sie bei den Theateraufführungen des Gymnasiums Nepomucenum. Sie studierte an der Internationalen Schauspielakademie CreArte in Stuttgart und schloss das Studium 2002 ab.
Im Laufe ihrer Karriere war Jessica Franz in über 50 Filmen, TV-Serien, Werbespots, Kurzfilmen und Musik-Videos als Schauspielerin zu sehen. Ihr Hollywood-Debüt machte Franz, indem sie im David-Fincher-Film The Social Network an der Seite von Jesse Eisenberg und Justin Timberlake spielte. Als Fernsehschauspielerin wirkte sie in zahlreichen Filmen mit, wie Vaya Con Dios, Fußball ist unser Leben, Der letzte Lude und Rosamunde Pilcher-Pfeile der Liebe, sowie nationalen Fernsehshows, wie z. B. Die Wache, SOKO München und Verbotene Liebe.

## Filmografie (Auswahl)

### Serien
- 2002: Schulmädchen als Lilliane „Lili“
- 2003, 2005: SOKO München als Friederike König (2 Folgen)
- 2008: Rosamunde Pilcher: Pfeile der Liebe als Jennifer Miller
- 2012: Castle (Folge 5x05)

### Spielfilme
- 2000: Fußball ist unser Leben
- 2002: Vaya con Dios – Und führe uns in Versuchung
- 2003: Der letzte Lude
- 2007: Blindflug
- 2010: The Social Network
- 2012: Sisi … und ich erzähle euch die Wahrheit